# Danionella cerebrum
Danionella cerebrum ist eine Fischart aus der Familie der Karpfenfische (Cyprinidae), die im Süden von Myanmar in den Regionen Bago und Yangon vorkommt. Die Art wurde 2021 beschrieben.

## Merkmale
Danionella cerebrum gehört zu den kleinsten bekannten Wirbeltieren und erreicht eine Maximallänge von 13,5 Millimeter. Der Rumpf ist schlank, der Kopf und die Augen sind relativ groß. Das Maul ist leicht unterständig. Poren des sensorischen Systems fehlen sowohl am Kopf als auch auf dem Rumpf. Die Rückenflosse ist kurz. Sie befindet sich dem hinteren Abschnitt der langen Afterflosse gegenüber. Die Schwanzflosse ist gegabelt. Anus und Genitalpapille der Weibchen liegen vor der Afterflosse, bei noch nicht völlig ausgewachsenen Männchen liegen diese Körperöffnungen zwischen Bauchflossen und Afterflosse und bei ausgewachsenen Männchen befinden sie sich zwischen den Bauchflossen. Die Fische sind schuppenlos und mit Ausnahme einiger dunkler Melanophoren und gelber Pigmente auf der Oberseite des Kopfes weitgehend transparent. Da das Schädeldach fehlt, ist das Gehirn beim lebenden Fisch von oben sichtbar, worauf das Art-Epitheton cerebrum (lateinisch für Gehirn) verweist.
- Flossenformel: Dorsale 8–9, Anale 15–118, Pectorale 6, Ventrale 5.

Männliche Exemplare können laute Geräusche erzeugen, indem sie mit ihren Rippen und speziellen Muskeln auf die Schwimmblase trommeln. Die kurzen Töne können eine Lautstärke von 140 Dezibel erreichen, was der Lautstärke eines Gewehrschusses entspricht.

## Lebensraum
Danionella cerebrum kommt in einigen mehr oder weniger schnell strömenden Wasserläufen vor, die an den südlichen und östlichen Hängen der Bago Yoma-Berge im südlichen Myanmar entspringen. Das Wasser hat einen pH-Wert von 7,4 bis 7,5 und ist mit 20 bis 100 microsiemens relativ weich. Direkt an der Oberfläche ist es 30 °C warm, in einer Wassertiefe von 25 Zentimetern, wo die Typusexemplare von Danionella cerebrum gefangen wurden, beträgt die Temperatur aber nur noch 25 °C.